# Agylla nigritia
Agylla nigritia är en fjärilsart som beskrevs av Paul Dognin 1911. Agylla nigritia ingår i släktet Agylla och familjen björnspinnare. Inga underarter finns listade i Catalogue of Life.